# Danuta Dzierżanowska
Danuta Daniela Dzierżanowska-Madalińska (ur. 20 maja 1939 w Sobiesękach, zm. 27 sierpnia 2020 w Warszawie) – polska uczona, mikrobiolog kliniczny, profesor nauk medycznych.

## Życiorys
W 1963 roku ukończyła studia na Wydziale Lekarskim Akademii Medycznej w Białymstoku. Zdobyła specjalizacje z mikrobiologii i immunologii klinicznej. Stopień doktora nauk medycznych uzyskała w roku 1970 na podstawie pracy na temat ruchomych elementów genetycznych (plazmidy R) u szczepów szpitalnych pałeczek Klebsiella pneumoniae determinujących oporność na β-laktamy. Doktorem habilitowanym nauk medycznych została w 1978 na podstawie pracy Kompleksowa charakterystyka szczepów Pseudomonas aeruginosa odpowiedzialnych za zakażenia szpitalne. W 1992 otrzymała tytuł profesora nauk medycznych.
Od grudnia 1966 do sierpnia 1978 pracowała jako asystent, a następnie adiunkt w Zakładzie Mikrobiologii Wydziału Lekarskiego Akademii Medycznej w Białymstoku. Od września 1978 tworzyła i organizowała Zakład Mikrobiologii i Immunologii Klinicznej w Instytucie „Pomnik – Centrum Zdrowia Dziecka”, gdzie do stycznia 2010 pracowała jako kierownik zakładu, a następnie jako konsultant kliniczny ds. terapii zakażeń.
Członek honorowy i w latach 1996-2004 Prezes Polskiego Towarzystwa Mikrobiologów. Była także członkiem komitetu wykonawczego International Society of Chemotherapy, a później członkiem European Society of Clinical Microbiology and Infectious Diseases. Przez 3 kadencje pracowała w Centralnej Komisji do Spraw Stopni i Tytułów. Członek Komitetu Mikrobiologii PAN, Komitetu Immunologii i Etiologii Zakażeń Człowieka PAN oraz Komitetu Badań nad Zagrożeniami przy Prezydium PAN. Promotor 14 doktoratów.
Autorka (lub współautorka) 178 publikacji w Polsce i za granicą (liczba cytowań 703, wskaźnik Hirscha 15) oraz 18 podręczników i książek, które łącznie miały 48 wydań. Wśród książek Danuty Dzierżanowskiej szczególne miejsce zajmuje Antybiotykoterapia praktyczna (1994) – pierwsza praca w języku polskim łącząca opis antybiotyków (opisywanych wcześniej przez farmakologów), drobnoustrojów (którymi zajmowali się mikrobiolodzy) i leczenie zakażeń (będących domeną klinicystów).

## Publikacje książkowe (wybór)
- Antybiotykoterapia praktyczna, Alfa Medica Press, Bielsko-Biała 1994 (kolejne wydania w 2000, 2001, 2008, 2009 i 2018 roku).
- Zakażenia szpitalne, Alfa Medica Press, Bielsko-Biała 1999, we współpracy z prof. Januszem Jeljaszewiczem (drugie wydanie: 2008).
- Przewodnik antybiotykoterapii, Alfa Medica Press, Bielsko-Biała – od 1998, aktualizowany co roku. W styczniu 2020 zostało opublikowane dwudzieste piąte wydanie.
- Przewodnik antybiotykoterapii szpitalnej, Alfa Medica Press, Bielsko-Biała 2013 (drugie wydanie: 2016).